# ASM Clermont Auvergne
Die Association Sportive Montferrandaise Clermont Auvergne ist eine Rugby-Union-Mannschaft aus der französischen Stadt Clermont-Ferrand im Département Puy-de-Dôme, die in der höchsten Liga Top 14 spielt. Sie ist die bedeutendste Abteilung des Sportvereins Association Sportive Montferrandaise. Die Heimspiele werden im Stade Marcel-Michelin ausgetragen.
Bis 2004 trat die Mannschaft unter der Bezeichnung AS Montferrandaise auf und wird heute noch häufig so genannt. Sie erreichte vierzehnmal das Finale der französischen Meisterschaft, konnte aber erst 2010 nach zehn Finalniederlagen den Meistertitel erringen; in sechs Endspielen betrug die Differenz weniger als sieben Punkte. 2017 gewann die ASM einen weiteren nationalen Meistertitel. Auf europäischer Ebene konnte die Mannschaft bisher dreimal den European Challenge Cup gewinnen.

## Geschichte
Martin Michelin, Sohn des Michelin-Konzerngründers André Michelin, gründete den Verein im Jahr 1911 unter der Bezeichnung AS Michelin. In diesem Firmensportverein hatte die Rugby-Abteilung bald eine dominierende Rolle inne. 1922 musste der Name auf Druck des Sportverbandes Union des sociétés françaises de sports athlétiques in AS Montferrandaise geändert werden.
1935 erreichte die Mannschaft erstmals ein bedeutendes Finalspiel, in der Challenge Yves du Manoir. Die ASM verlor dieses Spiel, ebenso die Finalspiele der Meisterschaft 1936 und 1937. Das Finale der Challenge 1938 wurde gewonnen. Im folgenden Jahrzehnt nahm die Mannschaft zweimal am Coupe de France teil und verlor sowohl 1945 als auch 1947 das Finale. Zehn Jahre später folgte eine weitere Finalniederlage in der Challenge.

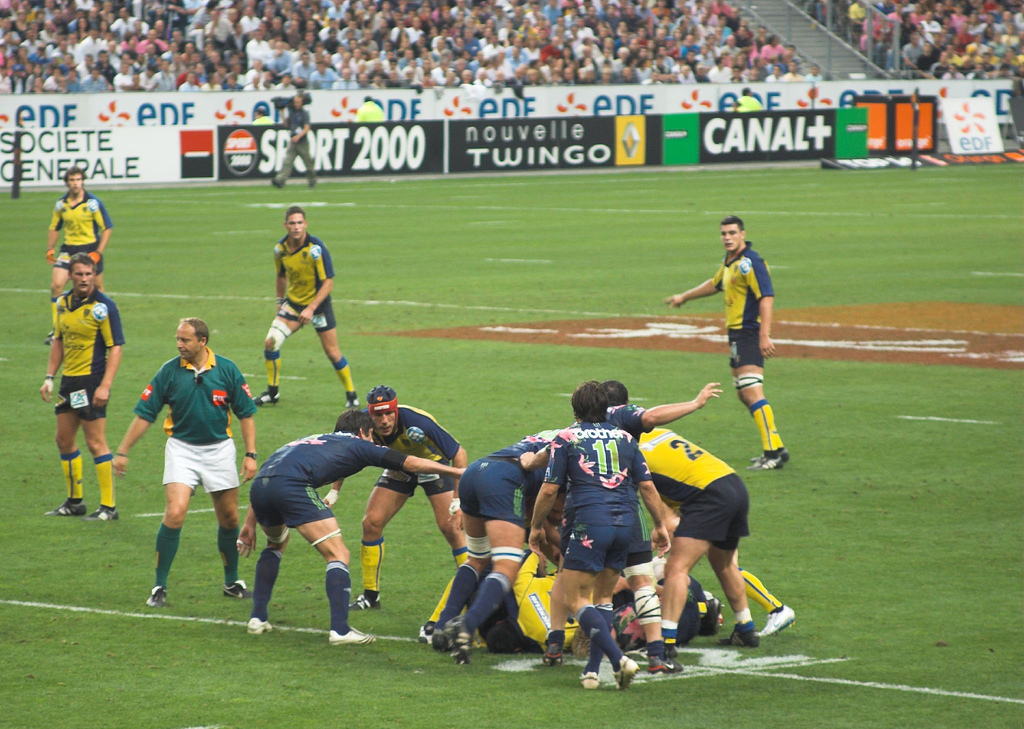
Meisterschaftsfinale 2007

In den 1970er Jahren gehörte die AS Montferrandaise zu den besten Mannschaften des Landes. Zweimal erreichte sie das Finale der Meisterschaft und verlor jeweils (1970 und 1978). Zwei weiteren Finalniederlagen in der Challenge (1972 und 1979) steht ein Sieg gegenüber (1976). 1986 konnte AS Montferrandaise zum dritten Mal die Challenge gewinnen.
1994 erreichte die Mannschaft sowohl das Finale der Challenge als auch der Meisterschaft, beide Male ging sie als Verlierer vom Platz. Zwei weitere Niederlagen im Meisterschaftsfinale folgten 1999 und 2001. Den größten Erfolg feierte die Mannschaft nicht auf nationaler, sondern auf europäischer Ebene; 1999 und 2007 entschied sie den Pokalwettbewerb European Challenge Cup für sich; im Juni 2007 verlor Clermont zum achten Mal das Endspiel um die französische Meisterschaft. Ein Jahr später folgte die neunte Finalniederlage. Mit der Niederlage gegen USA Perpignan im Jahr 2009 scheiterte der Verein bereits zum zehnten Mal und zum dritten Mal in Folge im Finale.
Der „Finalfluch“, der auf der Mannschaft lastete, konnte schließlich 2010 gebrochen werden. Beim elften Anlauf setzte sie sich gegen USA Perpignan durch und gewann erstmals den Meistertitel. Nach einer weiteren Finalniederlage 2015 gegen Stade Français gewann die ASM 2017 durch ein 22:16 gegen den RC Toulon ihren zweiten nationalen Meistertitel.
Der größte Triumph im Vereinsrugby blieb Clermont Auvergne bislang jedoch verwehrt: 2013, 2015 und 2017 verlor man jeweils die Endspiele des Heineken Cup bzw. des European Rugby Champions Cup. Dafür konnte 2019 aber zum dritten Mal der European Challenge Cup gewonnen werden, wodurch die ASM neben den Harlequins nun Rekordsieger in diesem Wettbewerb ist.

## Erfolge
- Meister: 2010, 2017
- Meisterschaftsfinalist: 1936, 1937, 1970, 1978, 1994, 1999, 2001, 2007, 2008, 2009, 2015, 2019
- Finalist Heineken Cup / European Rugby Champions Cup: 2013, 2015, 2017
- Sieger European Challenge Cup: 1999, 2007, 2019
- Finalist European Challenge Cup: 2004
- Sieger Challenge Yves du Manoir: 1938, 1976, 1986
- Finalist Challenge Yves du Manoir: 1935, 1957, 1972, 1979, 1985, 1994
- Finalist Coupe de France: 1945, 1947

## Finalspiele von ASM Clermont-Auvergne bzw. AS Montferrandaise

### Meisterschaft
| Datum         | Meister               | 2. Finalist           | Ergebnis | Ort                               | Zuschauer |
| ------------- | --------------------- | --------------------- | -------- | --------------------------------- | --------- |
| 10. Mai 1936  | RC Narbonne           | AS Montferrandaise    | 6:3      | Stade des Ponts Jumeaux, Toulouse | 25.000    |
| 2. Mai 1937   | CS Vienne             | AS Montferrandaise    | 13:7     | Stade des Ponts Jumeaux, Toulouse | 17.000    |
| 17. Mai 1970  | La Voulte Sportif     | AS Montferrandaise    | 3:0      | Stadium Municipal, Toulouse       | 35.000    |
| 28. Mai 1978  | AS Béziers            | AS Montferrandaise    | 31:9     | Parc des Princes, Paris           | 42.004    |
| 28. Mai 1994  | Stade Toulousain      | AS Montferrandaise    | 22:16    | Parc des Princes, Paris           | 48.000    |
| 29. Mai 1999  | Stade Toulousain      | AS Montferrandaise    | 15:11    | Stade de France, Saint-Denis      | 78.000    |
| 9. Juni 2001  | Stade Toulousain      | AS Montferrandaise    | 34:22    | Stade de France, Saint-Denis      | 45.000    |
| 9. Juni 2007  | Stade Français        | ASM Clermont Auvergne | 23:18    | Stade de France, Saint-Denis      | 79.475    |
| 28. Juni 2008 | Stade Toulousain      | ASM Clermont Auvergne | 26:20    | Stade de France, Saint-Denis      | 79.793    |
| 6. Juni 2009  | USA Perpignan         | ASM Clermont Auvergne | 22:13    | Stade de France, Saint-Denis      | 79.205    |
| 29. Mai 2010  | ASM Clermont Auvergne | USA Perpignan         | 19:6     | Stade de France, Saint-Denis      | 79.869    |
| 13. Juni 2015 | Stade Français        | ASM Clermont Auvergne | 12:6     | Stade de France, Saint-Denis      | 79.000    |
| 4. Juni 2017  | ASM Clermont Auvergne | RC Toulon             | 22:16    | Stade de France, Saint-Denis      | 79.771    |
| 15. Juni 2019 | Stade Toulousain      | ASM Clermont Auvergne | 24:18    | Stade de France, Saint-Denis      | 79.786    |

### Heineken Cup / European Rugby Champions Cup
| Datum        | Sieger    | 2. Finalist           | Ergebnis | Ort                            | Zuschauer |
| ------------ | --------- | --------------------- | -------- | ------------------------------ | --------- |
| 18. Mai 2013 | RC Toulon | ASM Clermont Auvergne | 16:15    | Aviva Stadium, Dublin          | 50.148    |
| 2. Mai 2015  | RC Toulon | ASM Clermont Auvergne | 24:18    | Twickenham Stadium, London     | 56.662    |
| 13. Mai 2017 | Saracens  | ASM Clermont Auvergne | 28:17    | Murrayfield Stadium, Edinburgh | 55.272    |

### European Challenge Cup
| Datum            | Sieger                | 2. Finalist         | Ergebnis | Ort                        | Zuschauer |
| ---------------- | --------------------- | ------------------- | -------- | -------------------------- | --------- |
| 27. Februar 1999 | AS Montferrandaise    | CS Bourgoin-Jallieu | 35:16    | Stade Gerland, Lyon        | 31.986    |
| 22. Mai 2004     | Harlequins            | AS Montferrandaise  | 27:26    | Madejski Stadium, Reading  | 13.123    |
| 19. Mai 2007     | ASM Clermont Auvergne | Bath Rugby          | 22:16    | The Stoop, London          | 10.134    |
| 10. Mai 2019     | ASM Clermont Auvergne | Stade Rochelais     | 36:16    | St. James’ Park, Newcastle | 28.438    |

## Spieler

### Aktueller Kader
Der Kader für die Saison 2019/2020:

### Bekannte ehemalige Spieler
| - Julien Bonnaire - Lee Byrne - Gonzalo Canale - Damien Chouly - Jamie Cudmore - Jonathan Davies - Vincent Debaty - Thomas Domingo | - Nathan Hines - Stephen Jones - Marius Joubert - Benjamin Kayser - Sione Lauaki - Mario Ledesma - Gonzalo Longo - Olivier Magne | - Tony Marsh - Gérald Merceron - Olivier Merle - Napolioni Nalaga - Daisuke Ōhata - Breyton Paulse - Jean-Pierre Romeu - Aurélien Rougerie | - Philippe Saint-André - Martín Scelzo - Goderdsi Schwelidse - Sitiveni Sivivatu - John Smit - Scott Spedding - David Strettle - Alessandro Troncon |